# Falbala
Pour le film, voir Falbalas.
 (décembre 2023).
Si vous disposez d'ouvrages ou d'articles de référence ou si vous connaissez des sites web de qualité traitant du thème abordé ici, merci de compléter l'article en donnant les références utiles à sa vérifiabilité et en les liant à la section « Notes et références ».
Falbala est un personnage féminin de la bande dessinée Astérix.

## Biographie du personnage
Blonde, plutôt grande, elle est vêtue d'une robe blanche et bleue, c'est la fille de Plantaquatix.
Lors de sa première apparition dans Astérix légionnaire (en 1966), on apprend qu'elle a quitté le village gaulois pour suivre des études à Condate où elle a rencontré Tragicomix avec lequel elle se marie à la fin de l'aventure. Elle vit par la suite à Condate.
La version diverge quelque peu dans les adaptations faites de la série originale. Dans le dessin animé Astérix et la Surprise de César, elle porte une robe violette et un nœud rose fuchsia, on y apprend également qu'elle est la nièce d'Abraracourcix et que le père de Tragicomix est Asdepix, le chef d'un autre village gaulois d'Armorique, relations familiales qui ne sont pas indiquées dans la bande dessinée. Toujours dans Astérix et la Surprise de César, on apprend qu'elle a quitté le village gaulois pour suivre des études à Lutèce.
Dans Astérix et Obélix contre César, elle revient au village gaulois après l'avoir quitté pour les mêmes raisons que dans la bande dessinée, elle est allée suivre des études à Condate où elle a fait la connaissance de Tragicomix qui vient la retrouver au village.

## Apparitions dans la série originale
Dans Astérix légionnaire, Obélix tombe amoureux d'elle avant d'apprendre qu'elle est fiancée à Tragicomix. Ce dernier est engagé de force dans les armées de César et pour le retrouver, Astérix et Obélix s'engagent également. Ils le retrouvent en Afrique. Au retour d'Afrique des deux amis, elle fera un baiser sur le nez d'Astérix; celui-ci en sera ému au point de ne pas participer au banquet final.
On la retrouve dans l'album La Galère d'Obélix, où elle tente de ranimer Obélix, changé en statue de granit.
Elle apparaît également dans l'album Astérix et Latraviata, dans lequel l'actrice Latraviata se fait passer pour elle.
Elle est présente dans l'une des mini-histoires d'Astérix et la Rentrée gauloise.

## Falbala dans le monde

Statue de Falbala sur une voiture de la caravane du Tour de France 2019.

Comme beaucoup de personnages de la série, son nom évolue selon la langue, ainsi donc elle est connue comme :
- Panacea en version anglophone
- Valhalla en néerlandais
- Farfara en turc

## Médias

### Adaptations au cinéma

#### Films d'animation
- 1985 : Astérix et la Surprise de César : Falbala fait sa première apparition "animée" dans ce film d'animation, qui adapte les albums Astérix gladiateur et Astérix légionnaire. Ici, Falbala est capturée en même temps que Tragicomix par les Romains qui, craignant des représailles de la part du village gaulois (ce qui finira par arriver), décident de les envoyer à la légion étrangère. Le couple est donc emmené en Afrique. Tragicomix est enrôlé de force tandis que Falbala est employée comme serveuse. Après qu'un centurion a essayé de l'embrasser de manière brutale, elle s'enfuit avec son amant dans le désert. Ils y sont de nouveaux capturés par une bande de marchands d'esclaves. Ils finissent par être achetés par Caius Obtus qui compte les utiliser lors d'une fête organisée en l'honneur de César. Devant le refus de Tragicomix de s'incliner devant lui, l'empereur romain décide de le livrer avec Falbala aux lions lors du spectacle. Les deux amoureux sont finalement libérés par Astérix et Obélix.

Elle est doublée par Séverine Morisot quand elle parle et par Danielle Licari quand elle chante.
- 1994 : Astérix et les Indiens - elle fait également une courte apparition dans ce dessin animé où elle est doublée par Nathalie Spitzer.

#### Films en prises de vues réelles
- 1999 : Astérix et Obélix contre César - elle est interprétée par Laetitia Casta.
- Plusieurs médias pensaient qu'elle serait interprétée par Louise Bourgoin dans Astérix et Obélix : Au service de Sa Majesté, le film de Laurent Tirard. En fait, il n'en a rien été, et le personnage de Falbala n'apparaît pas dans ce film.
- En 2023, dans Astérix et Obélix: l'Empire du milieu, Falbala est interprétée par la chanteuse belge Angèle.

### Jeux vidéo
Falbala est présente dans quelques-uns des jeux vidéo adaptés de la bande dessinée:
- Astérix et Obélix contre César, 1999 développé par Tek 5 et édité par Cryo Interactive : Elle donne une force accrue à Obélix en lui donnant des baisers comme Panoramix pour Astérix avec la potion magique.
- Astérix et Obélix XXL, 2004 développé par Étranges Libellules et édités par Atari : Capturée comme tous les habitants du village, Astérix et Obélix doivent la libérer en Grèce où elle est emprisonnée avec Bonemine.